# Chomątyny
Chomątyny (biał. Хамуціны, Chamuciny; ros. Хомутины, Chomutiny) – wieś na Białorusi, w obwodzie brzeskim, w rejonie kamienieckim, w sielsowiecie Nowickowicze, nad Leśną Prawą, w granicach Parku Narodowego „Puszcza Białowieska”.

## Historia
W XIX i w początkach XX w. wieś i majątek ziemski położone w Rosji, w guberni grodzieńskiej, w powiecie brzeskim, w gminie Dmitrowicze. Alternatywnymi nazwami miejscowości były wówczas Chomątiny i Chomąciny.
W dwudziestoleciu międzywojennym leżały w Polsce, w województwie poleskim, w powiecie brzeskim, w gminie Dmitrowicze. W 1921 miejscowość liczyła 182 mieszkańców, zamieszkałych w 31 budynkach, wyłącznie Białorusinów wyznania prawosławnego.
Po II wojnie światowej w granicach Związku Sowieckiego. Od 1991 w niepodległej Białorusi.